# Jean-Jacques Annaud
Jean-Jacques Annaud, född 1 oktober 1943 i Juvisy-sur-Orge, Essonne, är en fransk filmregissör, manusförfattare och filmproducent.
Annaud utbildade sig vid La Fémis i Paris. Han inledde sin karriär med att regissera reklamfilmer för tv under 1960-talet. Annaud slog igenom med den Oscarsbelönade filmen Seger under sång (La Victoire en chantant eller Noirs et blancs en couleurs, 1976). Han har sedan dess spelat in ett flertal storfilmer, och arbetat med Hollywood-stjärnor som Sean Connery, Brad Pitt, Rachel Weisz och Ed Harris.

## Filmografi
- 1976 – Seger under sång (manus och regi)
- 1978 – Je suis timide... mais je me soigne (manus)
- 1979 – Coup de tête (regi)
- 1981 – Kampen om elden (regi)
- 1986 – Rosens namn (regi)
- 1988 – Björnen (regi)
- 1992 – Älskaren (manus och regi)
- 1995 – Wings of Courage (kortfilm; manus, regi och produktion)
- 1997 – Sju år i Tibet (regi och produktion)
- 1999 – Running Free (manus)
- 2001 – Enemy at the Gates (manus, regi och produktion)
- 2004 – Två tigerbröder (manus, regi och produktion)
- 2007 – Sa majesté Minor (manus, regi och produktion)
- 2011 – Or noir (manus och regi)
- 2015 – Den sista vargen (manus, regi och produktion)